# مرد بازنده
مرد بازنده فیلمی ایرانی به کارگردانی محمدحسین مهدویان و تهیه‌کنندگی کامران حجازی و امیر بنان محصول سال ۱۴۰۰ است. فیلم‌نامهٔ این فیلم بر عهدهٔ ابراهیم امینی، حسین حسنی و مهدویان بوده‌است. بازیگران این فیلم جواد عزتی، رعنا آزادی‌ور، بابک کریمی، آناهیتا درگاهی، مهدی زمین‌پرداز، سجاد بابایی، مجید نوروزی، امیرحسین هاشمی، امیر دژاکام، منوچهر علی‌پور، شبنم قربانی، میلاد شاه حسینی، ونوس کانلی و ملیکا پازوکی هستند.
مجوز ساخت این فیلم در آذر ۱۴۰۰ دریافت شد و مراحل فیلم‌برداری نیز یک هفته بعد آغاز شد. تهران و مازندران از مکان‌های تصویربرداری این پروژه بوده‌است. این فیلم برای نخستین بار در ۱۱ بهمن ۱۴۰۰ در چهلمین دوره جشنواره فیلم فجر به نمایش درآمد و در آن‌جا نامزد دریافت دو جایزه شد.

## خلاصه داستان
سرهنگ احمد خسروی مسئول رسیدگی به پرونده‌های مشکوک به قتل می‌شود و به سرنخ‌هایی دست می‌یابد که پشت پرده این قتل رازگونه به کشف شبکه فساد اقتصادی می‌رسد. احمد بی‌محابا به دنبال یافتن قاتل است و حتی زندگی خصوصی با فرزندانش نیز دچار مخاطراتی می‌شود. در این تلاش بی وقفه و در شرایطی که باور دارد که به نتیجه نزدیک است در عین ناباوری متوجه می‌شود پشت این قتل راز دیگری وجود دارد.

## بازیگران
- جواد عزتی در نقش سرهنگ احمد خسروی
- رعنا آزادی‌ور در نقش سمیه
- آناهیتا درگاهی در نقش بهار
- بابک کریمی در نقش رسول
- امیر دژاکام در نقش عظیمی
- مهدی زمین‌پرداز در نقش حسام
- مجید نوروزی در نقش اردلان
- امیرحسین هاشمی در نقش رئوفی
- شبنم قربانی در نقش مرضیه
- سجاد بابایی در نقش سینا خسروی
- منوچهر علیپور
- میلاد شاه حسینی
- ونوس کانلی در نقش دختر احمد خسروی
- ملیکا پازوکی در نقش دوست دختر سینا
- حسین جمارانی در نقش دوست احمد خسروی

## افتخارات

### چهلمین دوره جشنواره فیلم فجر
| قسمت                     | نامزد           | نتیجه    |
| ------------------------ | --------------- | -------- |
| بهترین جلوه‌های ویژه بصری | امیر پهلوان‌زاده | نامزدشده |
| بهترین موسیقی متن        | حبیب خزایی‌فر    | نامزدشده |